# Санітарна освіта
Санітарна освіта — система поширення санітарно-гігієнічних та медичних знань і навичок з метою оздоровлення праці й побуту, збереження здоров'я, працездатності та довголіття людини.
В Україні у пам'ятках старовинної української літератури: «Ізборники Святослава», «Фізіолог», «Пчола» й інших зустрічаємо гігієнічні та медичні поради; у 16 — 17 ст. їх подавали широко розповсюджені різні «лечебники», «зельники», «вертогради». У 18 і на початку 19 ст. ширили в народі медичні знання українські вчені-медики: Данило Самойлович, Касіян Ягельський, Опанас Шафонський, Микола Гамалія, Хома Барсук-Мойсєєв, Нестор Максимович-Амбодик, Єфрем Мухін та інші. Популярні підручники з медицини написали Степан Венечанський (про лікування венеричних хвороб), Яків Саполович і Йосип Каменецький (підручник для священиків і семінаристів), Іван Кашинський, Фелікс Лоєвський, Опанас Масловський; Петро Богданович містив статті у журналі «Новый Санкт-Петербургский Вестник».
У Рос. Імперії у 19-20 ст. видавалися наук.-популярні мед. журн.: «Друг здравия», «Популярная медицина», «Здоровье», «Вегетарианский Вествик», «Вегетарианское Обозрение», «Здоровая Жизнь» та ін., у яких брали участь українці. Чималу працю у С. о. провадили установи земської медицини, Товариство лікарів ім. М. Пирогова, при якому в 1894 було створено «Комиссию по распространению гигиенических знаний в народе», яка видавала наук. популярні брошури, (також укр. авторів — О. Яковенка, О. Тарасенка й ін.). їх видавало українською мовою Благодійне Товариство видання загальнокорисних і дешевих книг у Петербурзі (1898–1917). У Києві з 1886 провадили систематичні нар. мед. читання. Наук.-популярні мед. праці у другій пол. 19 ст. писали С. Ніс «Про хвороби і як їм запобігати» і С. Подолинський «Життя і здоров'я людей в Україні» (1879). У 1913 — 14 в Полтаві виходив перший на Центр. і Сх. Землях журн. українською мовою, що містив ст. на мед. теми, «Життя і Знання».
В УНР і Українській Державі С. о. здійснювали Міністерство Нар. Здоров'я й Опіки та Укр. Червоний Хрест, в ЗУНР — Комісарїят і Рада Охорони Нар. Здоров'я.
На Західній Україні працю в ділянці С. о. провадили, крім крайових виділів Галичини й Буковини (до 1918), заг.-осв. товариство «Просвіта», а згодом укр. фахові товариства: антиалькогольне та антинікотинне товариство «Відродження» (з 1907), Укр. Лікарське Товариство (з 1910), Укр. Крайове Товариство Охорони Матерей і Дітей, і Укр. Гігієнічне Товариство (з 1929), всі з осідком у Львові. Вони мали свої філії, випустили кількадесят популярних книжечок з ділянки охорони здоров'я і гігієни та видавали журн. («Здоровлє», «Відродження», «Нар. Здоровля»), влаштовували доповіді, виствки тощо.
В УРСР С. о. ведуть, крім органів Мінна Охорони Здоров'я, Укр. Червоний Хрест, товариство «Знання», культ.-осв. заклади, профспілки, спортивні товариства, університети здоров'я (Київ, Харків, Одеса та ін. м.) тощо. С. о. є складовою частиною навчання у заг.-осв. школах. Робітники харч. промисловості, гром. харчування, торг. мережі й комунального господарства зобов'язані засвоїти сан.-техн. мінімум. Для робітників пром. підприємств введено навчання основ пром. санітарії і гігієни праці. У сіль. місцевостях є гром. школи здоров'я. Систематичну С. о. серед населення провадять лікувально-профілактичні заклади. При Мін-.ві Охорони Здоров'я УССР, в обл. та районних центрах працюють ради С. о. На 1. 1. 1962 в УССР було 65 спеціальних будинків С. о., при сан.-епідеміологічних станціях та великих лікарнях є інструктори С. о. При Укр. Н.-Д. Інституті комунальної гігієни; існує мегодично-наук. сектор С. о. На мед. теми видається популярна література, читаються лекції, мед. знання поширюються за допомогою преси, кіно, телебачення. У 1920 — 30-их pp. видавалися популярні мед. журн. українською мовою: «Шлях до здоров'я» (1925–1941), «Червоний Хрест» (1929–1941), «Юнацький Червоний Хрест», «Психогігієну в маси» (1933–1934). За останні роки вид. сан.-осв. літератури українською мовою майже цілком припинилося.
На еміграції працю з саніторної освіти провадив з 1945 у Зах. Німеччині й Австрії Укр. Червоний Хрест, тепер Укр. Мед.-Харитативна Служба з осідком у Мюнхені, деяку роботу веде Укр. Лікарське Товариство Півн. Америки.